# Кузьмин, Анатолий Наумович
Анатолий Наумович Кузьмин (1924—1992) — младший сержант Советской Армии, участник Великой Отечественной войны, Герой Советского Союза (1945).

## Биография
Анатолий Кузьмин родился 19 октября 1924 года в селе Верх-Ануйское (ныне — Быстроистокский район Алтайского края). В 1930 году переехал в Бийск, в 1938 году — в Ашхабад. Окончил неполную среднюю школу. В 1942 году Кузьмин был призван на службу в Рабоче-крестьянскую Красную Армию. С сентября того же года — на фронтах Великой Отечественной войны. Принимал участие в боях на Сталинградском, Донском, Юго-Западном, 2-м и 1-м Украинском фронтах. Участвовал в Сталинградской битве, освобождении Украинской ССР и Польши.
К январю 1945 года младший сержант Анатолий Кузьмин был наводчиком 45-миллиметрового орудия 1281-го стрелкового полка 60-й стрелковой дивизии 47-й армии 1-го Белорусского фронта. Отличился во время Висло-Одерской операции. 15-16 января 1945 года Кузьмин участвовал в прорыве немецкой обороны и переправе через Вислу под городом Новы-Двур-Мазовецки, уничтожил несколько огневых точек противника. На плацдарме на западном берегу реки он отражал немецкие контратаки, был тяжело ранен, но продолжал сражаться.
Указом Президиума Верховного Совета СССР от 24 марта 1945 года за «мужество и героизм, проявленные при форсировании Вислы» младший сержант Анатолий Кузьмин был удостоен высокого звания Героя Советского Союза с вручением ордена Ленина и медали «Золотая Звезда».
Длительное время лечился в госпитале. В сентябре 1947 года демобилизован по инвалидности. В 1949 году Кузьмин окончил Ашхабадскую юридическую школу, после чего работал в органах прокуратуры Пятигорска и Барнаула. С 1961 года жил и работал в Самарканде. 
Умер 4 июня 1992 года, похоронен на Военном кладбище Самарканда.
Был также награждён орденом Отечественной войны 1-й степени и рядом медалей.